# Fratelli Musulmani
I Fratelli Musulmani o Fratellanza Musulmana (in arabo جماعة الإخوان المسلمين‎?, Jamaʿat al-Iḫwān al-muslimīn, letteralmente Associazione dei Fratelli Musulmani; spesso solo الإخوان المسلمون, al-Iḫwān al-Muslimūn, Fratelli Musulmani, o semplicemente الإخوان al-Iḫwān, i Fratelli) costituiscono una delle più importanti organizzazioni islamiste internazionali con un approccio di tipo politico all'Islam. Furono fondati nel 1928 da Ḥasan al-Bannāʾ a Isma'iliyya (Egitto), poco più d'un decennio dopo il collasso dell'Impero ottomano.
Sono diffusi soprattutto in Egitto, rappresentati dal Partito Libertà e Giustizia.
Sono stati dichiarati fuorilegge, in quanto considerati un'organizzazione terroristica, da parte dei governi dei seguenti Paesi: Bahrain, Egitto, Russia, Siria, Arabia Saudita, Emirati Arabi Uniti, Tagikistan, Giordania ed Uzbekistan. Godono invece di cospicui finanziamenti e protezione più o meno esplicita da parte dei governi di Turchia e Qatar.

## Ideologia

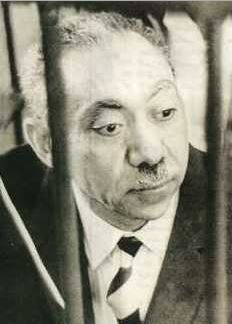
Sayyid Qutb durante una fase del processo che si concluderà con la sua impiccagione.

I Fratelli musulmani si collocano ideologicamente all'interno del fondamentalismo islamico. 
In Egitto rinunciarono alla lotta armata come mezzo per il conseguimento del potere e il mantenimento dello stesso, partecipando alle elezioni successive alla caduta di Hosni Mubarak e accettando il sistema democratico e la pluralità politica.
Si oppongono alla secolarizzazione delle nazioni islamiche, in favore di un'osservanza da essi ritenuta più ligia ai precetti del Corano, e per unire le nazioni islamiche, particolarmente quelle arabe, e liberarle così dagli imperialismi stranieri. Loro campi d'azione sono i settori della politica tradizionale, dell'insegnamento, della sanità e delle attività sociali in genere, oltre l'organizzazione di incontri di preghiera e di spiritualità.
Il manifesto del movimento, Pietre miliari, venne scritto da Sayyid Quṭb in carcere dopo il suo arresto nel 1954 e fra i vari passi cita:
Quṭb morì impiccato nel 1966 ed è ritenuto uno dei maggiori ideologi dell'islamismo politico sunnita, che sosteneva la necessità di un ritorno "alla pura fonte del Corano", inquinata dalla barbarie, bollata come jāhiliyya, ribellione alla sovranità di Allah sulla terra. Quṭb accomuna marxismo e capitalismo nell'obiettivo della "umiliazione dell'uomo comune" e teorizzò la necessità che "un'avanguardia deve mettersi in marcia attraverso il vasto oceano della Jāhiliyya che cinge il mondo".
Il motto dell'organizzazione è: "Dio è il nostro obiettivo. Il Profeta è il nostro capo. Il Corano è la nostra legge. Il jihād è la nostra via. Morire nella via di Dio è la nostra suprema speranza"
I Fratelli Musulmani costituiscono in Egitto una formazione politica che si richiama al dovere di fedeltà ai valori islamici tradizionali e uno dei temi maggiormente dibattuto al suo interno è quello del jihād, inteso nel senso di "doveroso impegno".
Il loro impegno si esprime talvolta con iniziative di legge parlamentare e in altre occasioni tramite "fatāwā" (pl. di fatwā) emesse da alcuni suoi appartenenti e destinate a indicare ai fedeli quale sia il prescritto modo di comportarsi.

## Storia

### La nascita del movimento
Il movimento fu fondato nel marzo del 1928 da al-Ḥasan al-Bannāʾ, un insegnante egiziano operante ad Ismailia, sulle rive del canale di Suez. La nascita dei Fratelli Musulmani si collocava nel quadro di un risveglio culturale e religioso che, nei primi decenni del XX secolo, reagiva all'occidentalizzazione della società islamica. L'intento del fondatore era di promuovere la dignità ed il riscatto dei lavoratori arabi egiziani, nella zona del canale di Suez; di seguire l'etica e la concezione civica proposta dall'Islam; il tutto ottenuto con l'educazione delle persone agli insegnamenti islamici della solidarietà e dell'altruismo nella vita quotidiana.

### Il ruolo politico
L'organizzazione crebbe velocemente fino a diventare un soggetto politico dal largo seguito, che sposò la causa delle classi in difficoltà e giocò un ruolo preminente nel movimento nazionalista egiziano. Essa promuoveva inoltre una concezione dell'Islam che coniugasse tradizione e modernità.
La diffusione del movimento si accompagnò con le istanze di islamizzazione delle società, seguendo due vie principali:
- la diffusione dall'alto attraverso la presenza all'interno del potere politico;
- una via neo-tradizionalista con uno sviluppo dal basso a partire da nuclei dalla forte islamizzazione, coagulati solitamente intorno alle moschee.

Degna di nota è la dichiarazione rilasciata pubblicamente nel 1942 da al-Bannāʾ in cui si affermava la condivisione da parte del movimento del programma wafdista, cui esso garantiva tutto il proprio appoggio.

### La repressione di Nasser
Gamāl ʿAbd al-Nāser, presidente (raʾīs) egiziano, fece sciogliere l'associazione e fece arrestare, torturare e giustiziare un numero imprecisato di militanti (secondo i Fratelli Musulmani alcune decine di migliaia) a causa della loro implacabile ostilità al progetto nasseriano di cambiamento della società egiziana. Una seconda ondata di repressione, dopo un fallito attentato alla vita del raʾīs egiziano, li colpì verso la metà degli anni 1960, quando molti dirigenti del movimento, fra cui appunto Sayyid Quṭb, furono impiccati.

### Dopo la guerra dei sei giorni
La sconfitta dell'Egitto nella guerra dei sei giorni del 1967 provocò una perdita di consenso del regime laico di Nasser, favorendo così la ripresa dei movimenti di ispirazione religiosa. Il movimento - che aveva ufficialmente rinunciato alla violenza politica nel 1949, al termine di un periodo di notevole tensione politica, finita con l'assassinio del primo ministro Mahmud al-Nuqrashi Pascià per opera di un giovane studente di Veterinaria, membro della Fratellanza - a partire dal 1969, inizia a prendere le distanze dalle posizioni radicali di Sayyid Quṭb. Dopo la morte di Nasser nel 1970, il nuovo leader egiziano Anwar al-Sādāt sceglie una politica di apertura nei confronti dei movimenti islamisti, anche per contrastare le organizzazioni studentesche di sinistra, senza con questo legalizzare pienamente i Fratelli Musulmani. Questi, anzi, iniziano a perdere consensi tra i militanti più estremisti che si richiamano allo stesso Quṭb, e che dal 1979 torneranno con una loro fazione minoritaria estremista sviluppata nelle forze armate, grazie a Shukri Mustafa, a praticare la lotta armata, fino ad assassinare Sādāt nel 1981 nel corso di una parata militare, senza che questo porti peraltro alla caduta del regime.

### Sotto Mubārak
Solamente con il nuovo leader egiziano Ḥosnī Mubārak, a partire dal 1984, i Fratelli Musulmani potranno partecipare alle elezioni, per quanto non direttamente ma in alleanza con i partiti laici di opposizione, tornano ad espandersi nella società, in particolare tra i professionisti urbani. Da questo momento il gruppo, presente in Parlamento, si troverà in una posizione intermedia tra il regime, che mantiene un controllo autoritario sulla società, e i gruppi islamisti dediti alla lotta armata, che invece i Fratelli Musulmani rifiutano nella sua veste di jihād, e la cui presenza rappresenta comunque la principale motivazione con cui Mubārak giustifica le periodiche limitazioni alla piena libertà di movimento dei gruppi di opposizione. La loro strategia mirerà dunque a svolgere un ruolo più sociale che politico, concentrandosi nella "chiamata" (daʿwa) all'Islam dei fedeli che se ne fossero in qualche modo allontanati e nella promozione del ruolo delle donne, dei poveri e dei giovani offrendo assistenza sociale, istruzione e formazione religiosa a persone di ogni ceto e condizione sociale.  

### La presidenza in Egitto
Dopo la caduta di Mubārak nel 2011 causata da imponenti proteste popolari (a cui i Fratelli Musulmani partecipano in modo abbastanza defilato), vengono indette nel 2012 nuove elezioni che sanciscono la vittoria di Mohamed Morsi, leader del neocostituito Partito Libertà e Giustizia, che diventa così il nuovo presidente dell'Egitto. La presidenza di Mohamed Morsi viene bruscamente interrotta nel luglio 2013 dal colpo di Stato militare guidato dal gen. ʿAbd al-Fattāḥ al-Sīsī, quale epilogo di proteste popolari e prologo di scontri fra le opposte fazioni egiziane.

### Lo sgombero della moschea di Al Fatah
Il 17 agosto 2013, al mattino, c'è stata una trattativa tra militari e Fratelli Musulmani per far uscire pacificamente la gran parte di chi si era chiuso nella moschea. Dopo qualche ora, circa 1000 irriducibili sono stati fatti sgomberare e catturati dalla polizia.

La procura del Cairo ha accusato 250 membri della Fratellanza Musulmana di omicidio e di terrorismo.

Il premier Hazem al-Beblawi ha proposto al governo lo scioglimento del gruppo, proposta a cui segue l'annuncio dell'arresto del leader dell'organizzazione Muḥammad Badīʿ. Lo scioglimento viene ufficializzato nel dicembre 2013.

### La repressione di al-Sisi
ʿAbd al-Fattāḥ al-Sīsī, nuovo leader egiziano e autore del colpo di Stato anti-Morsi, ha lanciato fin dal 2013 una rinnovata campagna repressiva contro l'organizzazione, tramite arresti arbitrari, torture ed esecuzioni di massa (si stima che il regime di al-Sīsī abbia ucciso oltre 2.500 manifestanti e ne abbia imprigionato più di 20.000), al fine di stroncarne ogni forma di dissenso. Nei primi mesi del 2014 circa 1200 sostenitori e dirigenti del movimento, fra cui lo stesso Muḥammad Badīʿ, sono stati condannati a morte.
Come conseguenza si sarebbero registrati avvicinamenti dell'organizzazione integralista sunnita con Teheran, sia pure celati al grande pubblico.
Il 4 marzo 2024 il Tribunale penale egiziano per la sicurezza dello Stato egiziano condanna a morte tramite impiccagione otto leader del movimento, oltre a Muḥammad Badīʿ, ottava Guida Suprema, ci sono la Guida ad interim, Mahmud Ezzat, e altri sei leader: Mohamed El-Beltagy, Amr Mohamed Zaki, Osama Yassin, Safwat Hegazy, Assem Abdel Majed e Muhammad Abdel Maqsoud.

### Personalità
- Sayyid Quṭb
- Hasan al-Bannāʾ
- Yūsuf al-Qaradāwī
- ʿAbd Allah Yūsuf ʿAzzām
- Hasan al-Ḥudaybī
- Muḥammad Badīʿ
- Mohamed Morsi
- Sa'd al-Katatni
- Khayrat al-Shater
- Abd al-Mun'im Abu l-Futuh

## Organizzazioni politiche nazionali riferibili alla Fratellanza
| Paese      | Organizzazione                                        |
| ---------- | ----------------------------------------------------- |
| Marocco    | Partito della Giustizia e dello Sviluppo              |
| Algeria    | Movimento della Società per la Pace                   |
| Tunisia    | Movimento della Rinascita                             |
| Libia      | Partito della Giustizia e dello Sviluppo              |
| Egitto     | Partito Libertà e Giustizia                           |
| Mauritania | Raggruppamento Nazionale per la Riforma e lo Sviluppo |
| Sudan      | Partito del Congresso Nazionale                       |
| Palestina  | Hamas (fino al 2017)                                  |
| Iraq       | Partito Islamico Iracheno                             |
| Giordania  | Fronte Islamico d'Azione                              |
| Somalia    | Partito per la Pace e lo Sviluppo                     |
| Yemen      | Al-Islah                                              |